# 毛荚苜蓿
毛荚苜蓿（学名：Medicago edgeworthii）为豆科苜蓿属下的一个种。

## 扩展阅读
- 維基物種上的相關：毛荚苜蓿